# U.S. Route 84
Pour les articles homonymes, voir Route 84.
La U.S. Route 84 (US 84) est une US Route ouest–est qui était, à sa création en 1926, une courte route reliant l'Alabama à la Géorgie. Plus tard, en 1941, elle a été prolongée jusqu'au Colorado. Le terminus ouest de la route se trouve à Pagosa Springs, Colorado, à une intersection avec la US 160. Le terminus est est un peu à l'est de Midway, Géorgie, à un échangeur avec l'I-95. La route continue au-delà de l'échangeur vers l'Océan Atlantique comme une route de comté.

## Description du tracé
|       | mi    | km    |
| ----- | ----- | ----- |
| CO    | 39    | 63    |
| NM    | 289   | 465   |
| TX    | 530   | 854   |
| LA    | 183   | 294   |
| MS    | 191   | 307   |
| AL    | 237   | 382   |
| GA    | 258   | 415   |
| Total | 1 919 | 3 088 |

### Colorado
Le terminus ouest de la US 84 se trouve à Pagosa Springs, à l'intersection avec la US 160. À partir de là, la US 84 se dirige vers le sud-est dans la Forêt nationale de San Juan. Elle grimpe Confar Hill avant de descendre dans le village de Chromo, après quoi elle traverse la frontière du Nouveau-Mexique.

### Nouveau-Mexique
La US 84 entre au Nouveau-Mexique au nord-ouest de Chama. Environ six miles (9,7 km) au sud de la frontière avec le Colorado, la US 84 rencontre la US 64 et les deux routes forment un multiplex vers le sud jusqu'à Tierra Amarilla. Lorsque les routes se séparent, la US 84 continue vers le sud-est jusqu'à Española. Elle traverse la ville en multiplex avec la US 285 et les deux routes prennent la direction du sud jusqu'à Santa Fe. Là, elles rejoignent l'I-25 / US 85 vers l'est (direction nord). La US 285 quitte le multiplex au sud-est de Santa Fe alors que la US 84 le quitte au sud de Las Vegas, plus loin.
Lorsque la US 84 quitte l'autoroute, elle prend la direction du sud-est. Elle ne croise aucune ville majeure sur son trajet de 42 miles (68 km) vers l'I-40. Elle rejoint l'autoroute et forme un multiplex avec celle-ci jusqu'à Santa Rosa. Lorsqu'elle quitte l'autoroute, elle se dirige vers le sud-est jusqu'à Fort Sumner, où elle forme un multiplex avec la US 60. La route se dirige vers l'est et passe par Taiban et Melrose avant de croiser la US 70 à Clovis. Les trois routes se dirigent ensemble vers l'est jusqu'à Texico. Tout près de la frontière avec le Texas, la US 60 se sépare de la US 70 / US 84. Cette dernière continue vers l'est pour atteindre la frontière avec le Texas.

### Texas
La US 70 / US 84 entre au Texas à Farwell. Après avoir traversé la ville, la route bifurque vers le sud-est jusqu'à Muleshoe. À Muleshoe, les routes se séparent et la US 84 continue son tracé vers le sud-est. Elle passe par Littlefield, Anton et Shallowater avant d'atteindre Lubbock. Elle traverse la ville du nord au sud et la quitte en allant vers le sud-est. Elle passe par Slaton, Post, Snyder et Roscoe, où elle se joint à l'I-20.
En multiplex avec l'I-20, la US 84 contourne Sweetwater et Merkel avant d'arriver à Abilene. Elle y rejoint la US 83 / US 277 et contourne la ville par l'ouest. Au sud de la ville, la US 83 / US 84 se poursuivent jusqu'à l'est de Tuscola. À cet endroit, la US 84 prend la direction sud-est jusqu'à Santa Anna, en passant par Coleman. À Santa Anna, elle rejoint la US 67 jusqu'à Early, où elle rejoint plutôt la US 183. Les routes se dirigent vers le sud-est jusqu'à ce qu'elles se séparent à Goldthwaite. Là, la US 84 bifurque vers l'est et passe par Evant, Gatesville, McGregor et Waco. Après avoir traversé cette ville, la route se poursuit vers l'est et passe par Mexia, Fairfield, Palestine, Rusk, Mount Enterprise, Timpson, Tenaha et Joaquin. À l'est de cette ville, la route atteint le fleuve Sabine, frontière entre le Texas et la Louisiane.

### Louisiane
La route entre en Louisiane à Logansport. Elle se dirige ensuite vers le nord-est jusqu'à Stanley, Mansfield et Grand Bayou. Là, elle bifurque vers le sud-est et l'est pour atteindre Coushatta, où elle forme un multiplex avec la US 71 jusqu'à Clarence, au sud-est. Elle se rend ensuite à Winnfield, à l'est et, de là, elle bifurque au sud-est pour atteindre Tullos, Jena et Archie. Elle reprend un alignement vers l'est pour passer par Jonesville et Ferriday, d'où elle prend la direction sud-est en multiplex avec la US 425 jusqu'au fleuve Mississippi, marquant la frontière avec l'État du Mississippi.

### Mississippi
La route entre dans l'état à Natchez et se dirige vers l'est. Elle rencontre la US 61 et forme un multiplex avec celle-ci vers le nord-est jusqu'à Washington, où elle atteint le terminus ouest de la US 98. Elle se joint à cette route et se dirige vers l'est jusqu'à Bude, où les routes se séparent. La US 84 continue vers l'est et passe par Prentiss, Collins et Laurel, où elle rejoint l'I-59 pour contourner la ville. Elle se continue vers l'est et traverse Waynesboro pour ensuite continuer vers la frontière avec l'Alabama.

### Alabama
La US 84 entre en Alabama à l'ouest de Silas. Elle se dirige vers l'est et passe par Silas, Coffeeville et Grove Hill, où elle commence à prendre la direction du sud-est. Elle passe par Repton et reprend un alignement vers l'est. Elle traverse une portion rurale de l'état et passe par Evergreen, Andalusia et Opp, où elle se dirige vers le nord-est jusqu'à Elba. Elle reprend une orientation vers le sud-est et contourne Enterprise. Elle traverse Dothan et continue vers le sud-est jusqu'à ce qu'elle atteigne le fleuve Chattahoochee, frontière avec la Géorgie.

### Géorgie
Après être entrée en Géorgie, la US 84 passe dans le sud de l'état. Elle relie la frontière avec l'Alabama à Donalsonville et Bainbridge, au sud-est, avant de bifurquer vers l'est pour relier Cairo, Thomasville et Valdosta. Après avoir traversé cette ville, elle bifurque vers le nord-est pour passer par Homerville, Waycross, Jesup et Fort Stewart. De là, elle tourne vers le sud-est, traverse Midway et atteint l'I-95, marquant son terminus est. Une route de comté poursuit le trajet sur quelques miles, jusqu'à l'Océan Atlantique.

## Intersections majeures
Colorado
 US 160 à Pagosa Springs
Nouveau-Mexique
 US 64 à l'est de Monero. Les routes forment un multiplex jusqu'au sud de Tierra Amarilla.
 US 285 au nord de Hernandez. Les routes forment un multiplex jusqu'à Eldorado at Santa Fe.
 I-25 / US 85 au sud de Santa Fe. Les routes forment un multiplex jusqu'à Romeroville.
 I-40 à l'ouest de Santa Rosa. Les routes forment un multiplex jusqu'à Santa Rosa.
 US 54 à Santa Rosa. Les routes forment un multiplex dans la ville.
 I-40 à Santa Rosa
 I-40 / US 54 à Santa Rosa
 US 60 à Fort Sumner. Les routes forment un multiplex jusqu'à Texico.
 US 70 à Clovis. Les routes forment un multiplex jusqu'à Muleshoe, Texas.
Texas
 US 385 à Littlefield
 US 82 à Lubbock
 US 62 à Lubbock
 I-27 / US 87 à Lubbock
 US 380 à Post. Les routes forment un multiplex dans la ville.
 US 180 à Snyder
 I-20 à l'est de Roscoe. Les routes forment un multiplex jusqu'aux limites entre Tye et Abilene.
 US 83 / US 277 à Abilene. La US 83 / US 84 forment un multiplex jusqu'au nord-est de Tuscola. La US 84 / US 277 forment un multiplex dans la ville.
 US 283 à Coleman. Les routes forment un multiplex jusqu'à Santa Anna.
 US 67 à Santa Anna. Les routes forment un multiplex jusqu'à Early.
 US 377 à Brownwood. Les routes forment un multiplex jusqu'à Early.
 US 183 à Early. Les routes forment un multiplex jusqu'au nord de Goldthwaite.
 US 281 à Evant
 I-35 / US 77 à Waco
 I-45 à Fairfield
 US 79 au nord-est d'Oakwood. Les routes forment un multiplex jusqu'à Palestine.
 US 287 à Palestine. Les routes forment un multiplex dans la ville.
 US 69 à Rusk
 US 259 à Mount Enterprise
 US 59 à Timpson. Les routes forment un multiplex jusqu'à Tenaha.
Louisiane
 US 171 à Mansfield. Les routes forment un multiplex dans la ville.
 I-49 à l'est de Mansfield
 US 371 à l'ouest de Coushatta. Les routes forment un multiplex jusqu'à Coushatta.
 US 71 à Coushatta. Les routes forment un multiplex jusqu'à Clarence.
 US 167 à Winnfield. Les routes forment un multiplex jusqu'à l'est de Winnfield.
 US 165 à Tullos
 US 425 à Ferriday. Les routes forment un multiplex jusqu'à Natchez, Mississippi.
Mississippi
 US 61 à Natchez. Les routes forment un multiplex jusqu'au sud-ouest de Washington.
 US 98 au sud-ouest de Washington. Les routes forment un multiplex jusqu'à Bude.
 I-55 au sud-ouest de Brookhaven
 US 51 au sud de Brookhaven
 US 49 à Collins
 I-59 à Laurel. Les routes forment un multiplex dans la ville.
 US 45 à Waynesboro
Alabama
 US 43 à Grove Hill
 I-65 au sud-ouest d'Evergreen
 US 31 au sud-ouest d'Evergreen. Les routes forment un multiplex jusqu'à l'est d'Evergreen.
 US 29 à Andalusia. Les routes forment un multiplex dans la ville.
 US 331 à Opp. Les routes forment un multiplex dans la ville.
 US 231 à Dothan. Les routes forment un multiplex dans la ville.
 US 431 à Dothan. Les routes forment un multiplex dans la ville.
Géorgie
 US 27 à Bainbridge. Les routes forment un multiplex dans la ville.
 US 19 à Thomasville. Les routes forment un multiplex dans la ville.
 US 319 à Thomasville
 US 221 à Quitman. Les routes forment un multiplex jusqu'à Valdosta.
 I-75 à Valdosta
 US 41 à Valdosta
 US 129 à Stockton
 US 441 à Homerville
 US 1 / US 23 / US 82 à Waycross. Les routes forment un multiplex dans la ville.
 US 341 à Jesup
 US 25 / US 301 à Jesup. Les routes forment un multiplex jusqu'à Ludowici.
 US 17 à Midway
 I-95 à Midway